# Haplophthalmus medius
Haplophthalmus medius är en kräftdjursart som beskrevs av Radu, Radu och Cadaru 1956. Haplophthalmus medius ingår i släktet Haplophthalmus och familjen Trichoniscidae. Inga underarter finns listade i Catalogue of Life.